# Igreja Católica em Mayotte
A Igreja Católica em Mayotte (ou Maiote) é parte da Igreja Católica universal, em comunhão com a liderança espiritual do Papa, em Roma, e da Santa Sé.

## Organização territorial
As duas paróquias do país pertencem ao Vicariato Apostólico do Arquipélago das Comores, e estão listadas abaixo:
| Paróquia Nossa Senhora de Fátima | Mamudzu  | [ 14 ] |
| Paróquia São Miguel              | Dzaoudzi | [ 15 ] |

## Conferência Episcopal
Atualmente, a Igreja Católica de Mayotte, e também do restante dos territórios da Conferência Episcopal do Oceano Índico (que também inclui a atuação da Igreja Católica nas Seicheles, em Reunião, em Maurício e em Comores), têm feito grandes esforços para atrair os jovens para a participação religiosa. A conferência foi criada em 1986.